# Famille Bigarelli
Cette page explique l’histoire ou répertorie les différents membres de la famille Bigarelli.
La famille Bigarelli est une famille de sculpteurs originaires d'Arogno (canton du Tessin) actifs en Toscane et dans le Trentin au XIIIe siècle et appartenant à la confraternité connue sous le nom conventionnel de « Guidi ».

## Généalogie probable
- Bigarelli
  - Lanfranco
    - Guidobono
      - Giannibono

  - Bonagiunta
    - Guido (it)

## Lanfranco Bigarelli (Lanfranco da Como)
Lanfranco Bigarelli, mentionné dans des documents comme étant le père de Guidobono di Lanfranco Bigarelli, est à identifier, en toute probabilité,, avec Lanfranco da Como qui signa en 1226 les fonts baptismaux de San Giovanni in Corte à Pistoia.
De plan carré avec une grande vasque ovale munie de bancs et de quatre cavités disposées aux angles pour le baptême des enfants, l'ensemble est ceint en haut et en bas par de fortes corniches. À l'extérieur, chaque côté est recouvert de trois plaques de marbre encadrées, elles sont incrustées de pierres sombres aux formes géométriques, au centre sont sculptées plusieurs couronnes concentriques à motif végétal également en marbre, plusieurs têtes anthropomorphes sont disposées sur le pourtour. Il s'agit de la plus ancienne des œuvres connues assurément exécutées par les Bigarelli. Elle s'inscrit dans la riche série des fonts baptismaux et chancels de chœur sculptés et incrustés de la Toscane romane.
Les fonts de Pistoia représentent en fait, le point de conjonction chronologique et stylistique entre les chancels aux géométries élégantes de traditions pisano-lucquoise et florentine : lesquels proviennent surtout du baptistère de Florence de 1202 environ (museo dell'Opera di Santa Maria del Fiore) et les successives et généreuses créations des Bigarelli, comme les fonts du baptistère de Pise réalisés en 1246 par Guido. Dans les fonts de Pistoia, la répartition interne, mémoire des œuvres florentines comme la chaire de San Miniato al Monte, s'appuie sur la composition des quatre côtés extérieurs répondant aux prototypes pisans d'un Rainaldo et d'un Gugielmo (it) (museo dell'Opera del Duomo de Pise).
L'originalité de Lanfranco réside dans l'habile élaboration géométrique des encadrements et des couronnes foliacées, un goût vivace de la décoration mais avec des reliefs modérés et en réservant de grands pans de mosaïque. Une autre caractéristique du style de Lanfranco réside dans l'insertion de formes  protomorphes, humaines ou animales comme les symboles des Évangélistes, qui proviennent de la culture des Guidi. Un lien étroit entre la taille de Lanfranco et celle de Guidetto est mis en évidence dans la chaire (il n'en subsiste aujourd'hui que quelques éléments) de l'église abbatiale de Buggiano Castello (Val di Nievole), œuvre probable de Lanfranco, de structure et caractéristiques stylistiques proches des fonts de Pistoia mais encore plus proche, par les mosaïques et les éléments foliacés, de la décoration de la façade de la cathédrale de Lucques. Le même goût se retrouve dans le chancel du chœur de la cathédrale de Pistoia (aujourd'hui détruit), qui est l’œuvre la plus proche des fonts du baptistère de Pise de Guido. Des documents, il s'avère que Lanfranco était mort en 1246, date de la réalisation des fonts pisans.

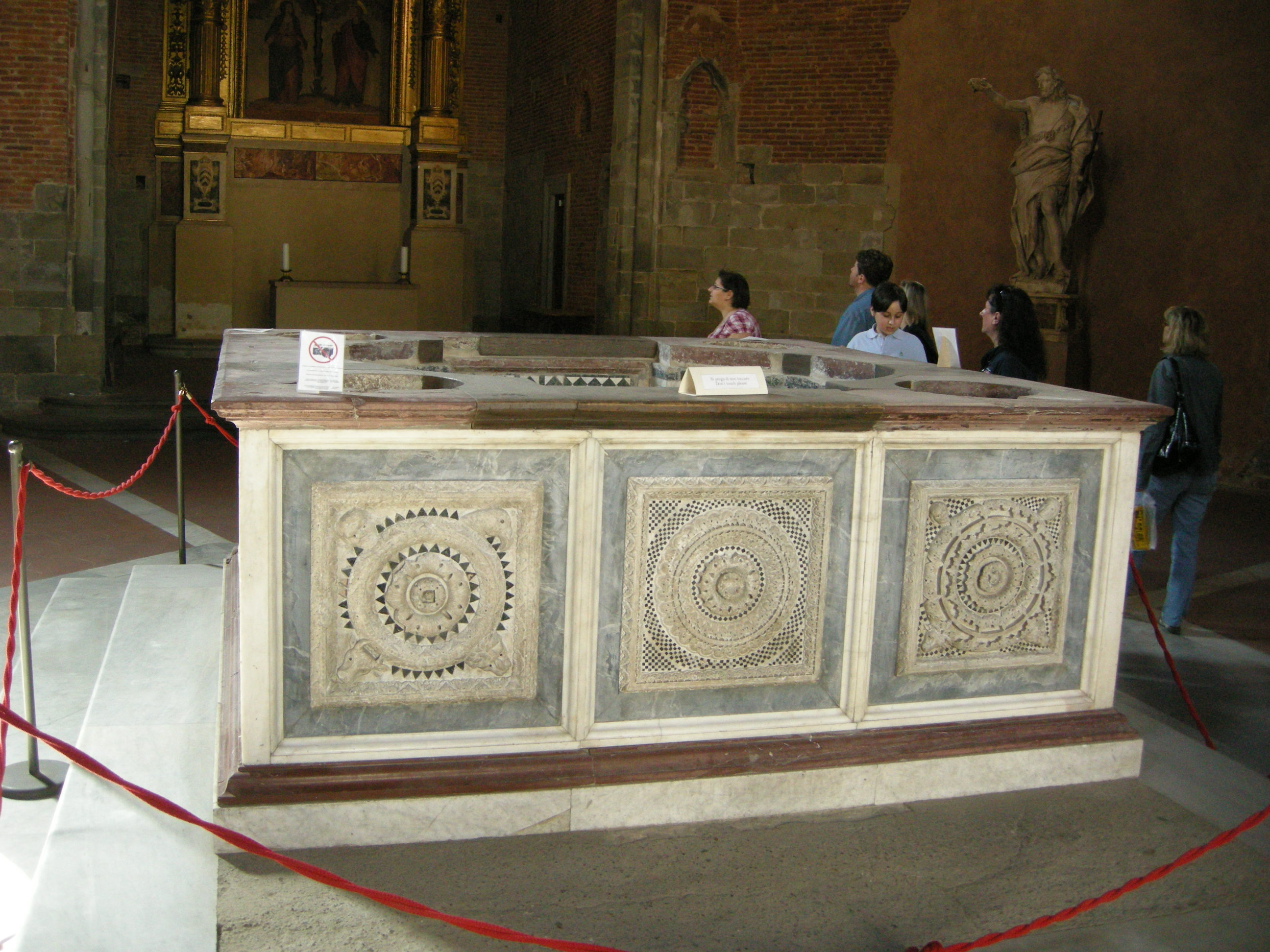
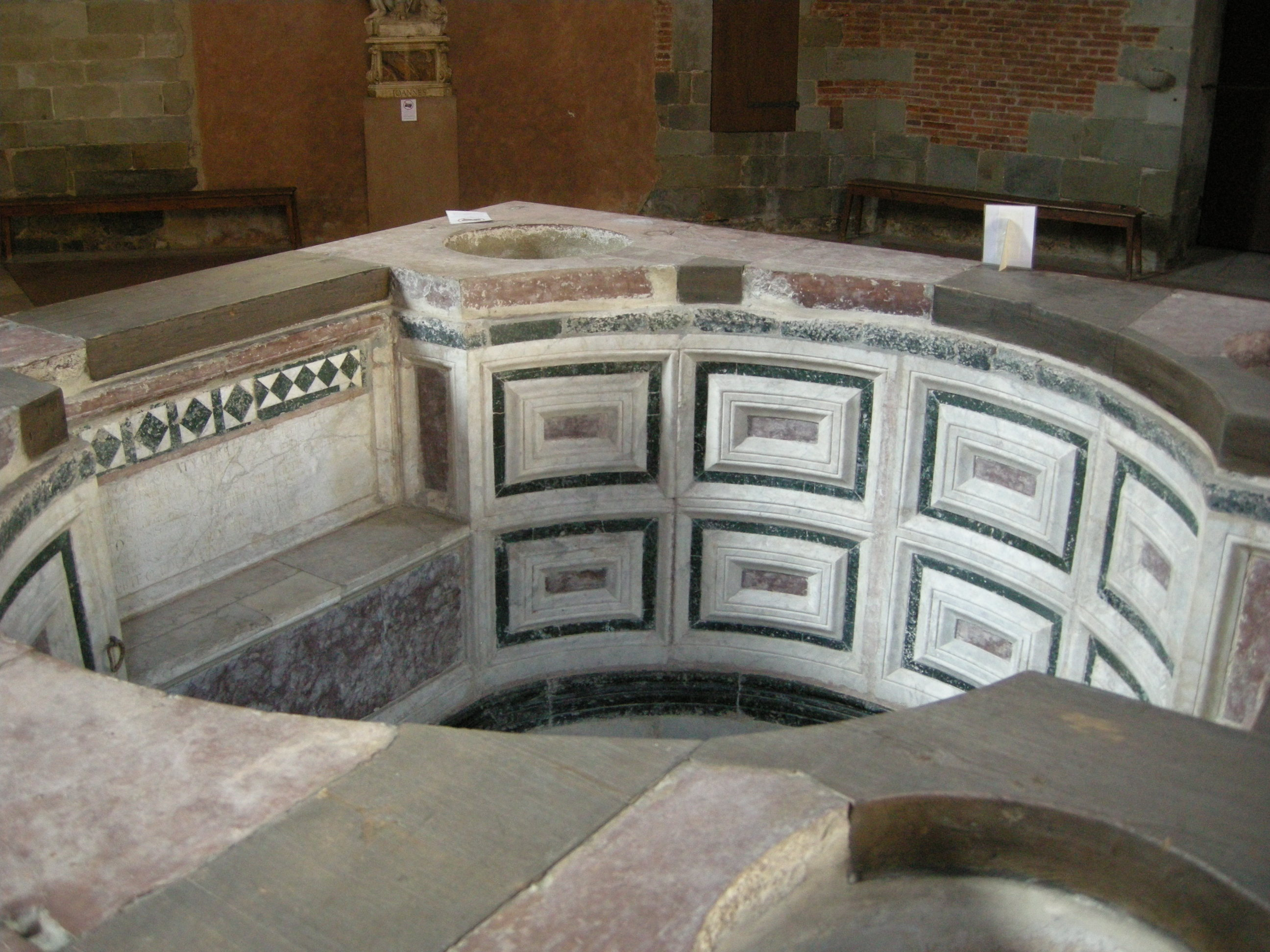
Fonts baptismaux San Giovanni in Corte Pistoia
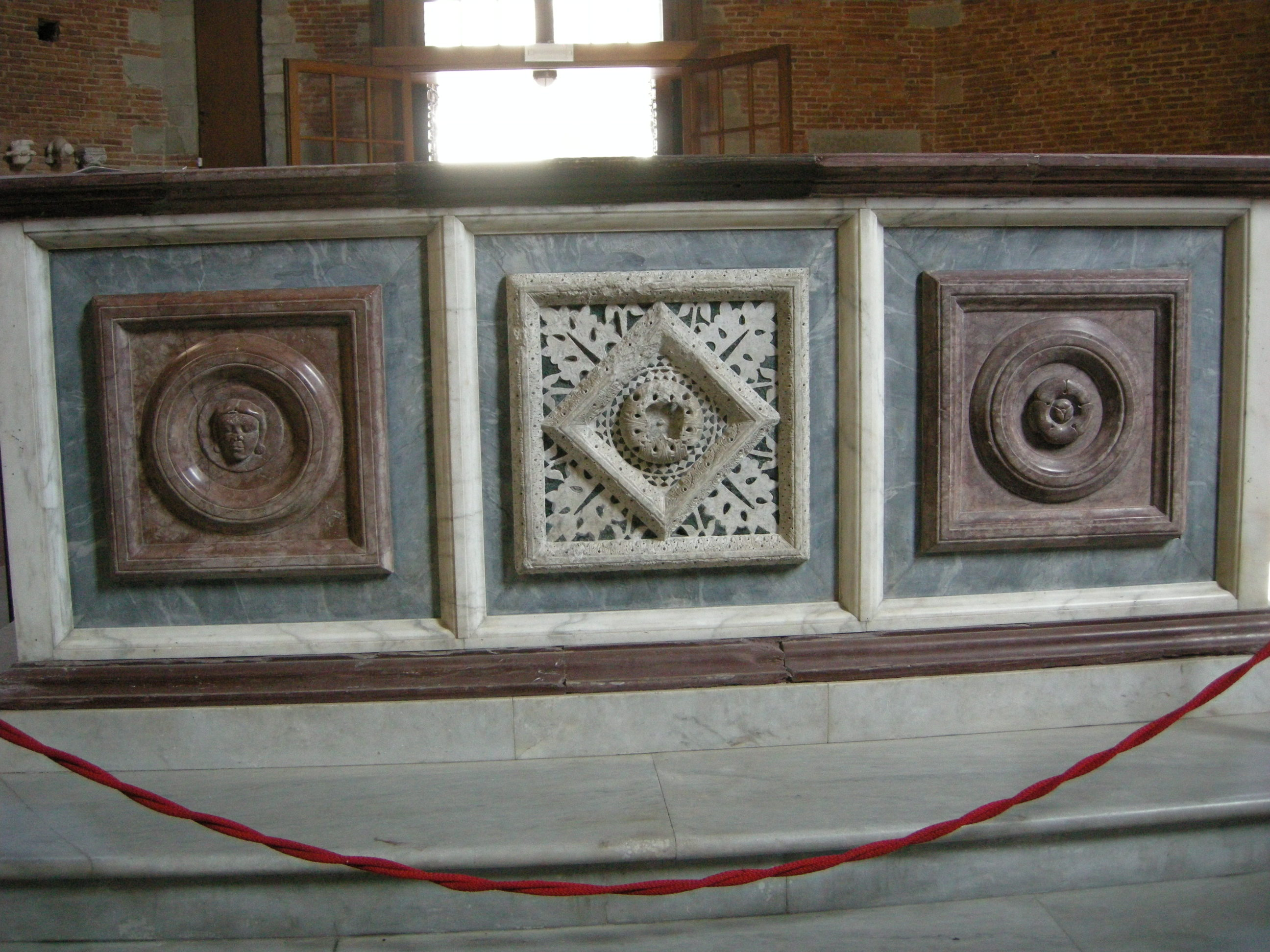

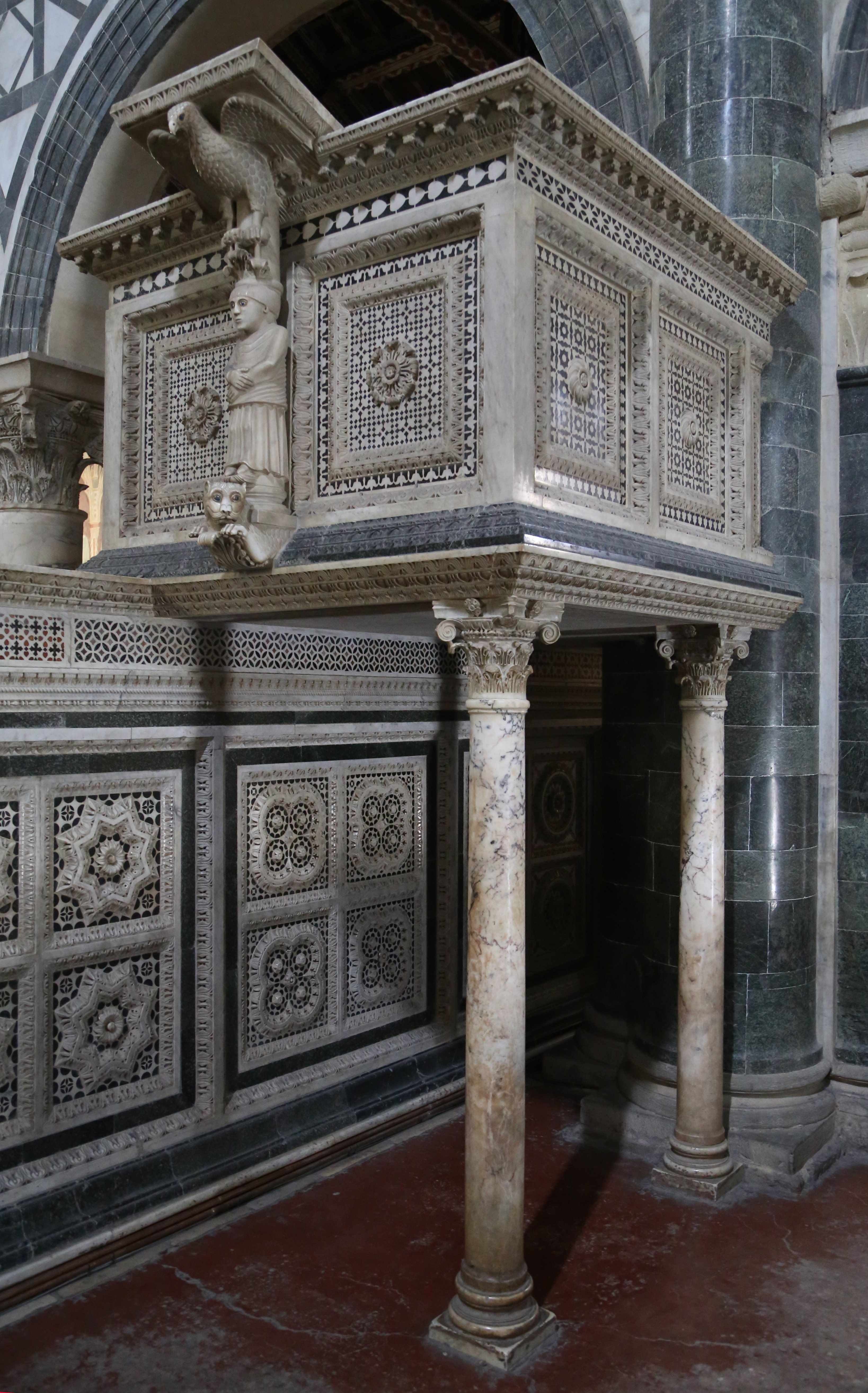
Chaire San Miniato al Monte, Florence
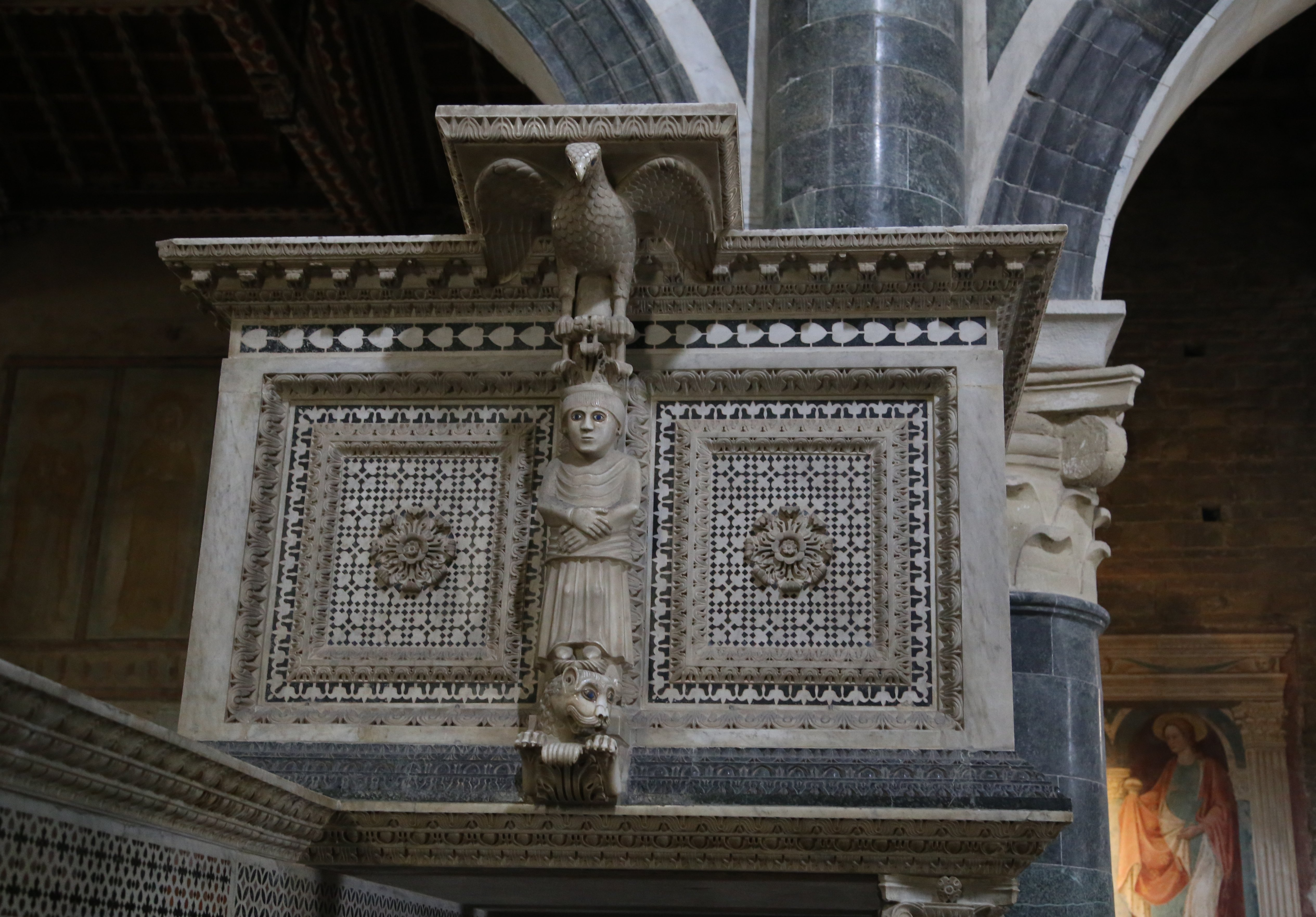
Chaire San Miniato al Monte, Florence

## Bonagiunta Bigarelli
De Bonagiunta Bigarelle, père de Guido di Bonagiunta Bigarelli et vraisemblablement frère de Lanfranco Bigarelli, il ne reste pas d’œuvre qui lui soit attribuable avec certitude. Son activité, comme celle de Lanfranco, est supposée s'être développée dans les divers ateliers de la corporation tessinoise qui sont intervenus, avec Guidetto, sur la façade de la cathédrale lucquoise ; Bonagiunta apparaît dans des documents de cette ville, en 1203. Le fait également qu'il soit cité comme témoin dans un acte contracté dans le couvent de San Ponziano, rend probable son activité de sculpteur dans la restauration de son cloître, survenue au cours de la même année 1203 ; alors que rien ne vient assurer de son éventuelle participation aux œuvres exécutées, semble-t-il de la même taille, à Florence et à Prato. Bonagiunta était certainement mort en 1244.

## Guidobono di Lanfranco Bigarelli (Videbono Bigarelli)
La présence de Guidobono di Lanfranco Bigarelli apparaît dans des documents de 1246 à 1258, année du testament de l'artiste. De cette documentation, il est possible d'établir son activité sur les chantiers de San Martino à Lucques, de la cathédrale de Trente, où il se déclara créancier pour un total de 242 lires véronaises, et des couvents des Franciscains et des Bénédictins, également à Trente. Il lègue d'autre part à ses héritiers, des sommes qui lui sont dues à la suite de ses travaux dans les églises de San Romano (it), Santi Giovanni e Reparata (it) et de San Martino à Lucques, ainsi qu'à l'Opera du baptistère de Pise, ville dans laquelle il indique avoir contracté plusieurs créances, entre autres auprès du « Maestro Nicolao de Pisis » identifié comme étant Nicola Pisano,.
Guidobono a été reconnu sous le nom de Videbono Bigarelli de Arogno, grâce à des documents de Trente. L'activité trentina de Guidobono se trouve centrée sur la phase de construction de la cathédrale, vraisemblablement dans la décennie 1240, dont la décoration sculptée est parfois comparable à celle de Toscane à la même époque.
La critique a porté une grande attention à la reconstitution de l’activité de Guidobono en Toscane ; l’impossibilité d’une vérification documentaire a permis l’attribution au sculpteur d’œuvres proches du style de Guido mais vraisemblablement pas de sa main. Ainsi, le nom de Guidobono a été accolé au portail de droite de la façade de San Martino à Lucques avec les épisodes de la vie de San Regolo, ceux de la vie de San Martino dans le portique de la même cathédrale,, et à quelques chapiteaux internes du baptistère de Pise, pour lesquels on a souvent établi un rapport avec le style de Guidetto et avec les fonts baptismaux de Lanfranco à Pistoia,,. L’activité de Guidobono dans le baptistère pisan a été en particulier reconnue dans un groupe de chapiteaux comportant des têtes anthropomorphes à la physionomie typiquement aplatie et, pour deux d’entre eux avec des caulicoles à double courbure ou avec des feuilles de fougère, se rapprochant d’un petit chapiteau de la chaire de Guido pour San Bartolomeo in Pantano (it) à Pistoia. Le problème complexe de l’attribution à Guidobono de ces chapiteaux, comme des sculptures du portique de San Martino à Lucques, reste encore ouvert, même si se confirmait l’hypothèse très probable de l’identité du sculpteur avec le Maître de San Regolo.

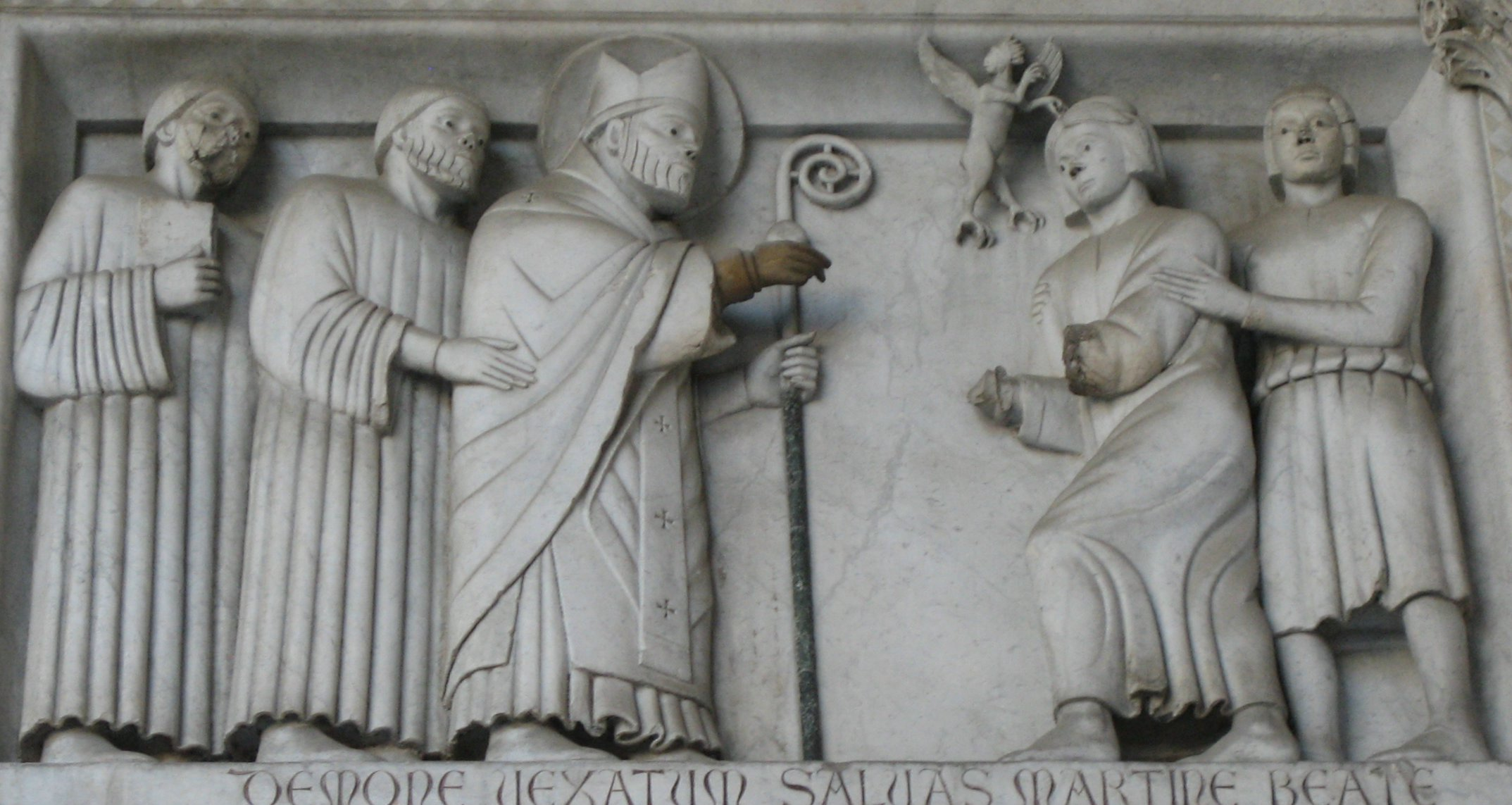
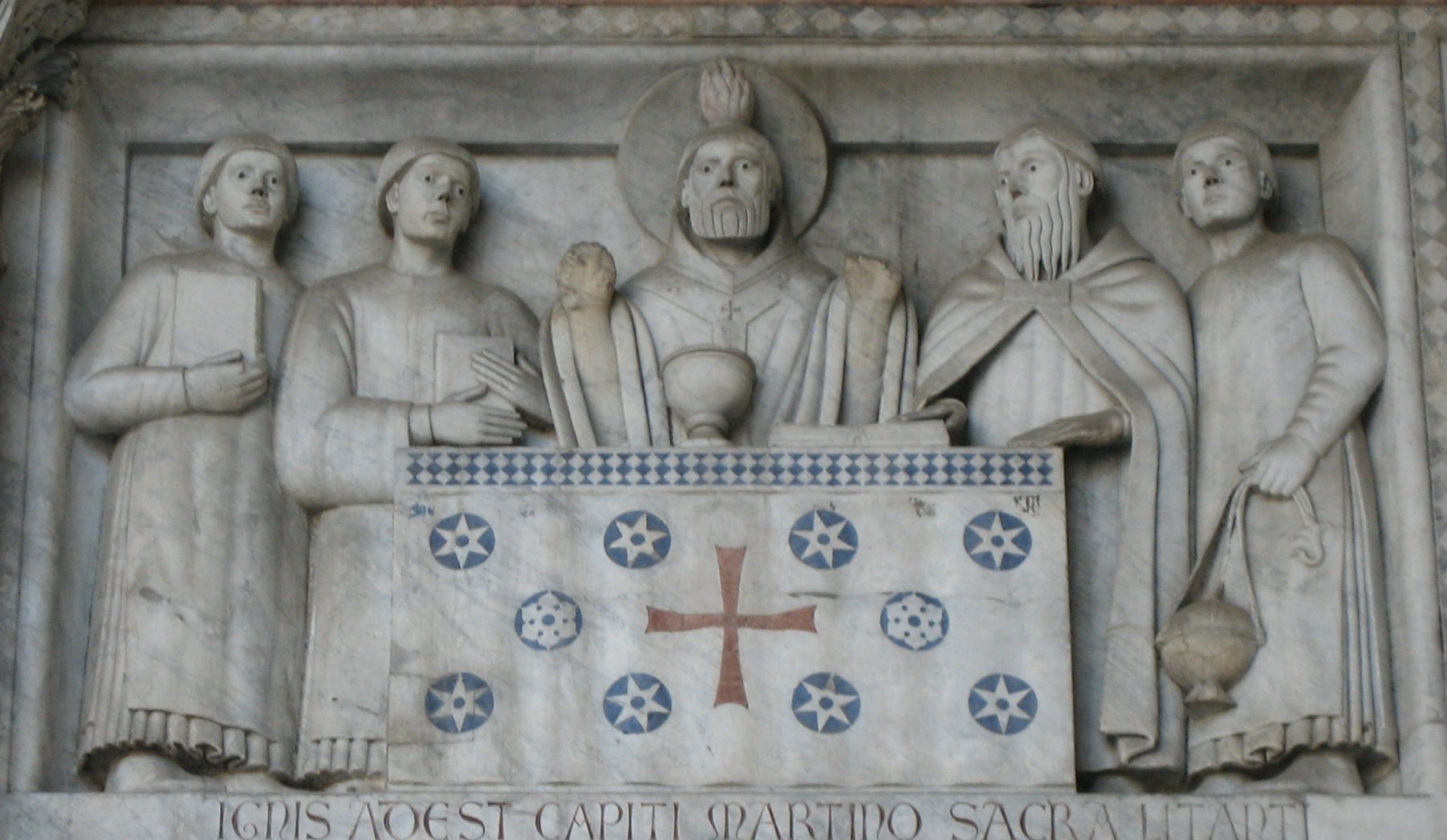
Vie de St Martin - Lucques
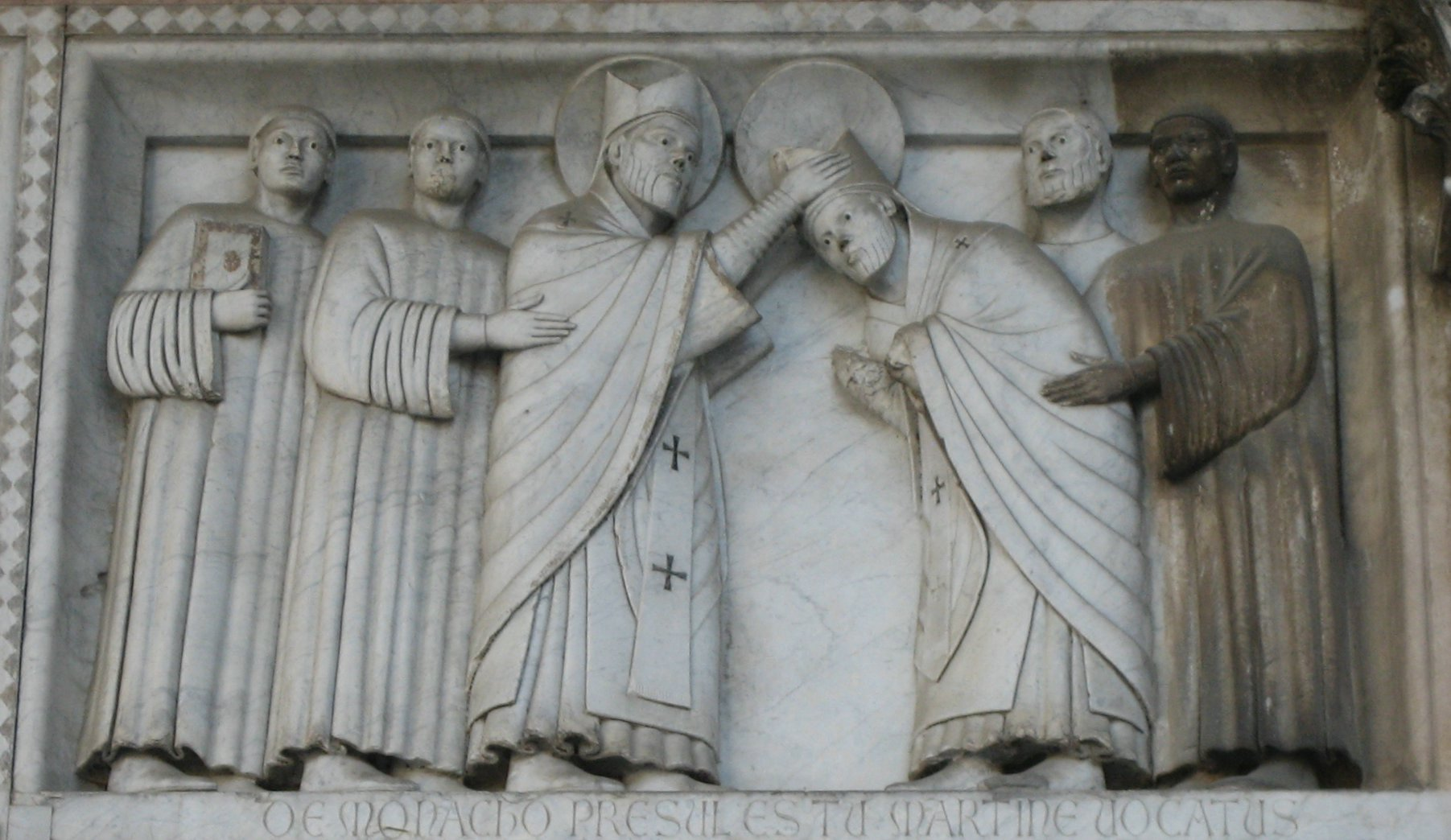

## Guido di Bonaguinta Bigarelli de Arogno (Guido da Como)
La présence de Guido di Bonaguinta Bigarelli de Arogno, dit Guido da Como, est prouvée par de nombreux documents de 1239 à 1257 année de sa mort. Cette documentation se réfère en particulier à son activité à Lucques et à Pistoia,,, à ces renseignements s’ajoutent deux inscriptions : l’une sur les fonts baptismaux du baptistère de Pise (1246, mais l’authenticité de cette date est mise en doute), l’autre sur la chaire de San Bartolomeo in Pantano à Pistoia (1250).
Dans un document d’août 1257, Guidobono di Lanfranco Bigarelli, en réglant un débit en lieu et place de Guido di Bonagiunta Bigarelli disparu depuis peu, le désigne comme étant son frère. Ce fait conduit à penser que les deux sculpteurs pourraient avoir été fils de la même mère ; d’autres documents désignent Lanfranco Bigarelli et Bonagiunta Bigarelli comme en étant les pères respectifs. Toutefois, l’identique patronyme de Bigarelli accolé aux noms des deux pères peut également faire penser que Guidobono et Guido étaient cousins ; la relation parentale, jusqu’à la fin de l’antiquité classique était souvent rendue par le mot « frère ».
La première œuvre certaine de Guido est les fonts baptismaux du baptistère de Pise qui est déjà une œuvre de maturité. Il s’agit d’une vasque octogonale posée sur une base de forme identique à trois gradins, en marbre blanc incrusté de pierres vertes et de motifs géométriques. À l’extérieur, chaque côté de la vasque est revêtu de deux plaques de marbre sculptées et incrustées. Chaque plaque est décorée en son centre d’une fleur sculptée, circonscrite par un encadrement à motif végétal dans lequel sont placés des têtes anthropomorphiques à fort relief. Les huit côtés sont ceints en haut et en bas par une corniche de marbre rouge. Quatre petites vasques, destinées au baptême des enfants, sont accolées à un côté sur deux. À l’intérieur, le fond de la vasque est revêtu d’un pavement vert et rouge. En plus d’une similitude générale avec les fonts florentins, il est possible d’établir des comparaisons plus précises avec les œuvres de Lanfranco à Pistoia auxquelles Guido pouvait avoir collaboré dans sa jeunesse, ainsi qu’avec quelques chancels (Pistoia, Sant’Andrea) dont on peut penser qu’il s’agit d’œuvres autonomes de Guido. Le relief, à Pise, se fait plus profond et le goût de l’ornementation explose dans de virtuoses variations des détails des motifs géométriques des mosaïques et dans la richesse des sculptures des rosaces. La présence de têtes devient systématique. La culture de Guido semble donc se baser surtout sur les œuvres de Lanfranco et les sculptures de Guidetto.

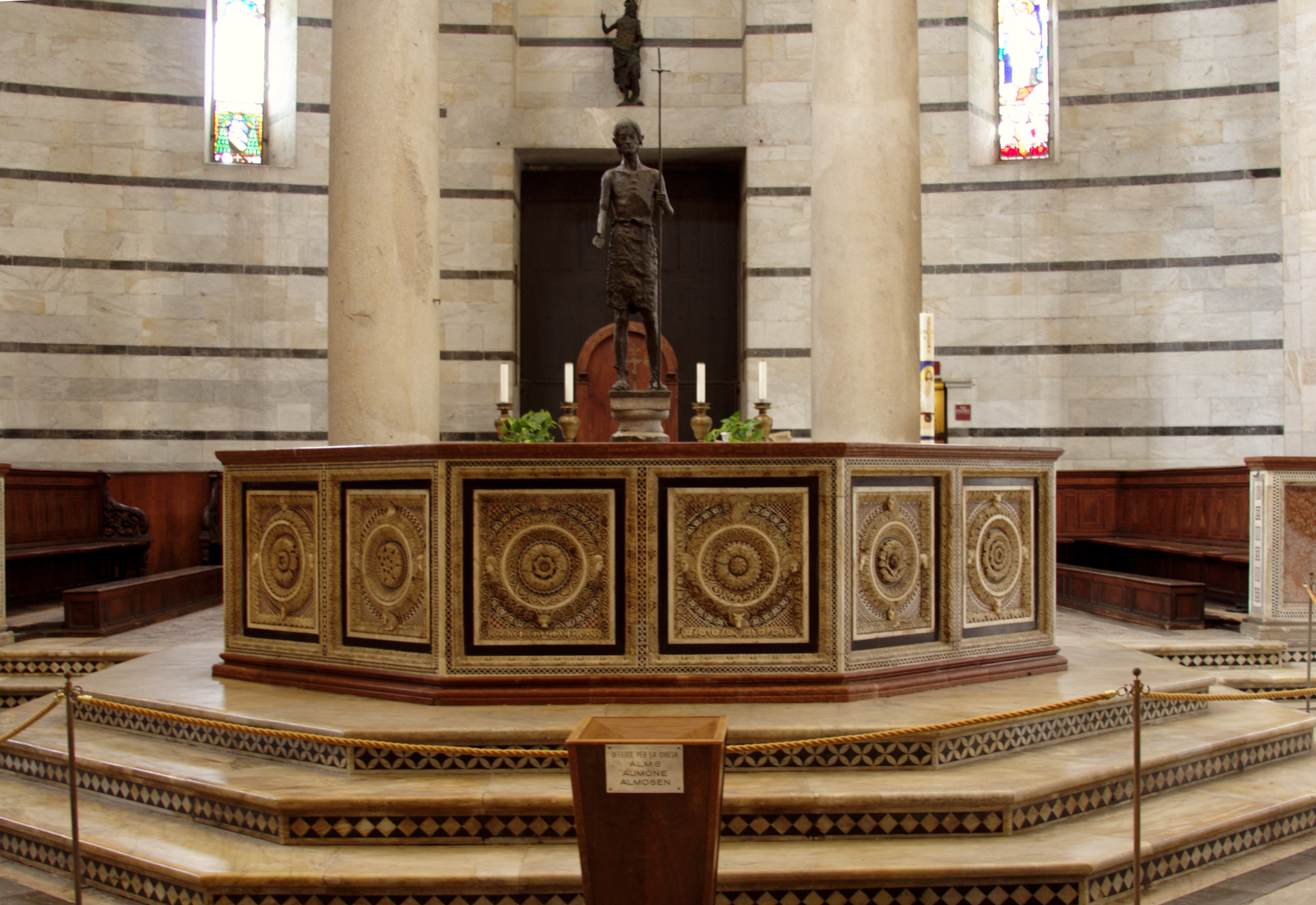
Baptistère de Pise
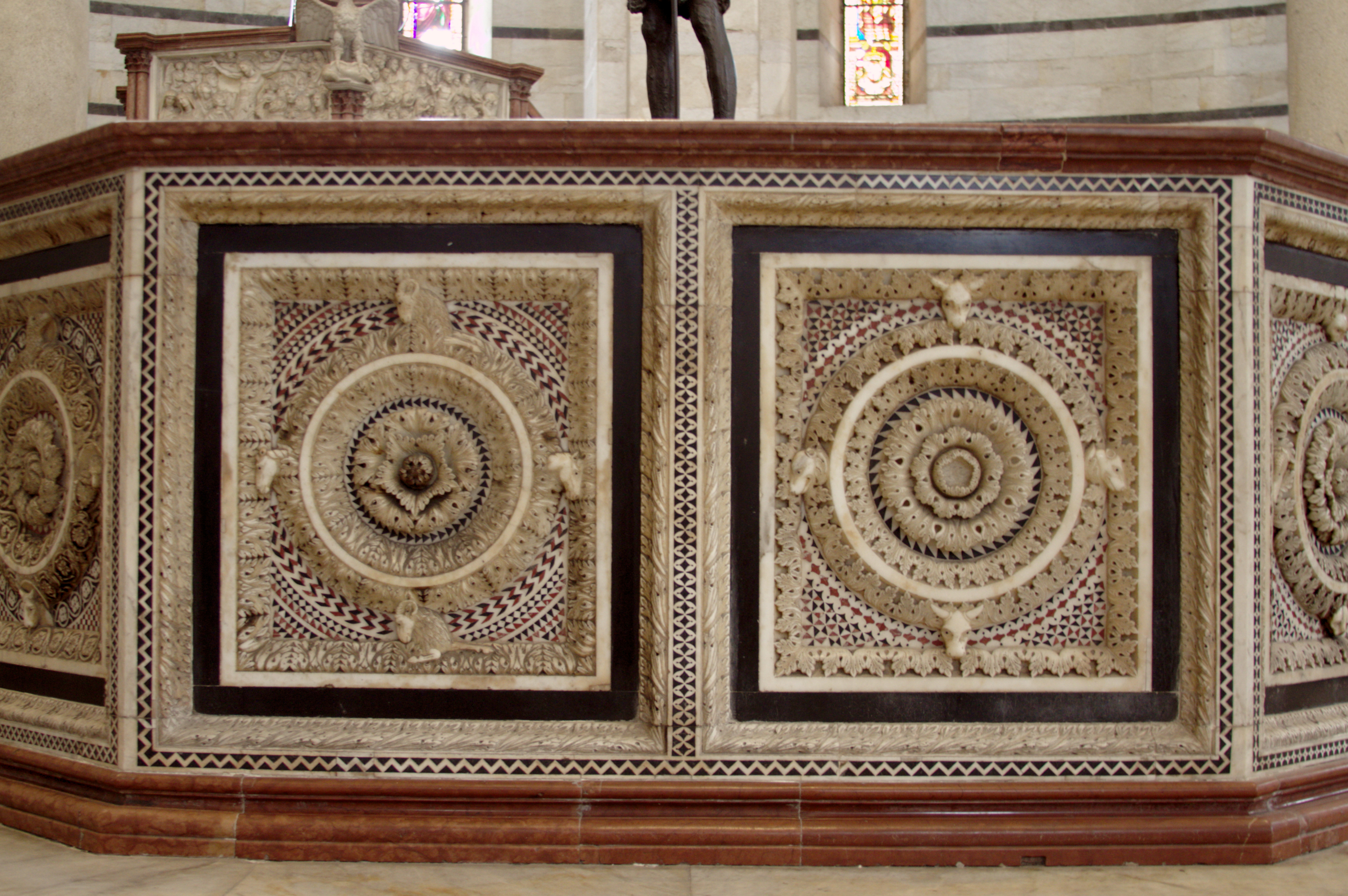
Détail

La chaire de San Bartolomeo in Pantano à Pistoia, datée de 1250, est une autre œuvre signée par Guido ; elle a été profondément altérée en 1591 par l’intervention de l’abbé Alessandre da Ripa qui en a utilisé les sculptures, avec d’autres substituées à une chaire de 1239 de provenance inconnue, pour en faire une tribune pour les chanteurs des l’offices. Les éléments de 1250 ont été récemment séparés et la chaire partiellement recomposée. Ses côtés sont constitués de panneaux sculptés, celui de face représente quatre épisodes de la vie du Christ après sa résurrection, ceux des côtés présentent de très fines mosaïques avec au centre des rosaces sculptées. Aux angles, des hauts reliefs représentent le tétramorphe écrasant une tête de Lucifer, les apôtres Paul, Luc et Jean. Sont disposés également, deux lutrins anthropomorphes. La similitude, au niveau structurel, avec la chaire de Guglielmo (it) (cathédrale de Cagliari), remarquée depuis longtemps, a été reconnue à peu près unanimement par la critique. En ce qui concerne la taille des panneaux, d’étroits rapports ont été établis avec la sculpture campionesi-padane, mais le langage de Guido est essentiellement tessinois-lucquois : celui des maîtres qui œuvrèrent sur le portique de la cathédrale de Lucques, plus précisément sur les sculptures rapportant l’histoire de San Martino et surtout le linteau du portail central, qui rappellent la composition des panneaux de la chaire et présentent une semblable disposition des personnages et de nombreuses autres affinités formelles et stylistiques. Il est fort probable, selon plusieurs hypothèses émises, que quelques-uns des reliefs lucquois du linteau ainsi que les deux symboles des Évangélistes placés en haut sur les côtés du portail, soient des œuvres de Guido (Salmi lui assigne la totalité du portail ; Olivari et Garzelli, les seuls symboles des Évangélistes ; Baracchini et Calega, le linteau et les symboles).

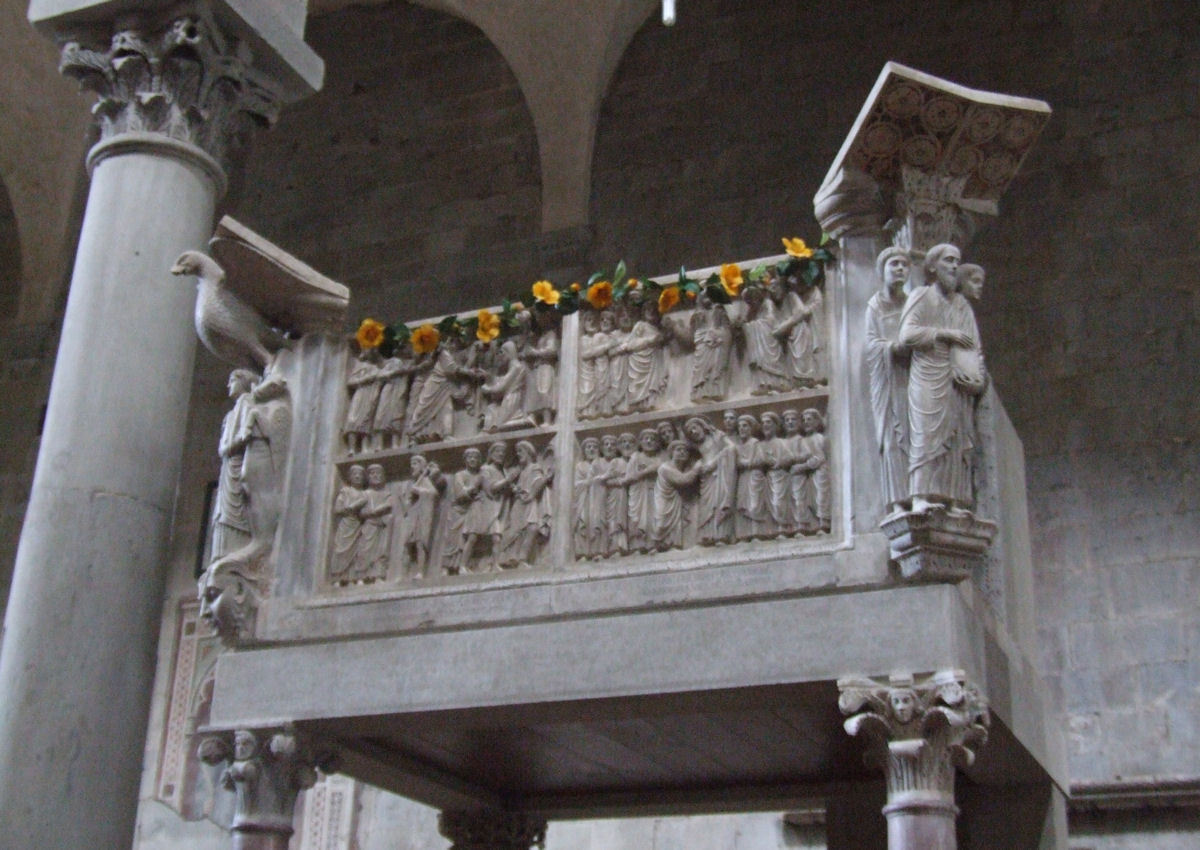
Chaire de San Bartolomeo in Pantano
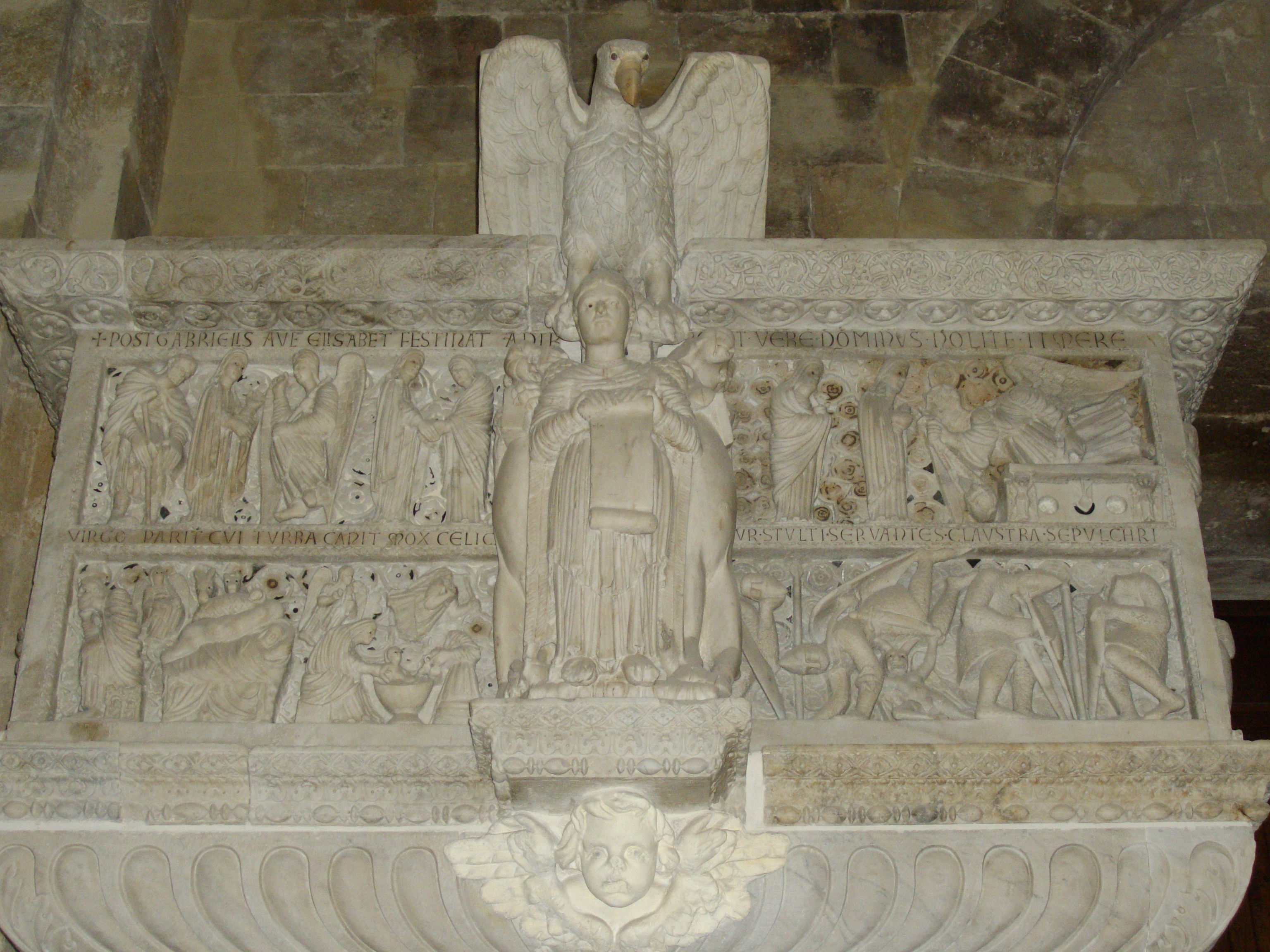
Chaire de Gulglielmo

Des fragments d’une autre œuvre probable de Guido, à laquelle se réfère une inscription de 1239, se trouvent aujourd’hui disposés contre le mur gauche de l’église San Bartolomeo in Pantano : quatre représentations de l’enfance du Christ et quelques fragments décoratifs à motif végétal. L’ensemble de ces éléments est comparable au travail de la chaire de la cathédrale San Cristoforo (it) à Barga, et à la sculpture de Guidetto sur la façade de San Martino ; tout cela semble relié ensemble par le même référentiel stylistique.

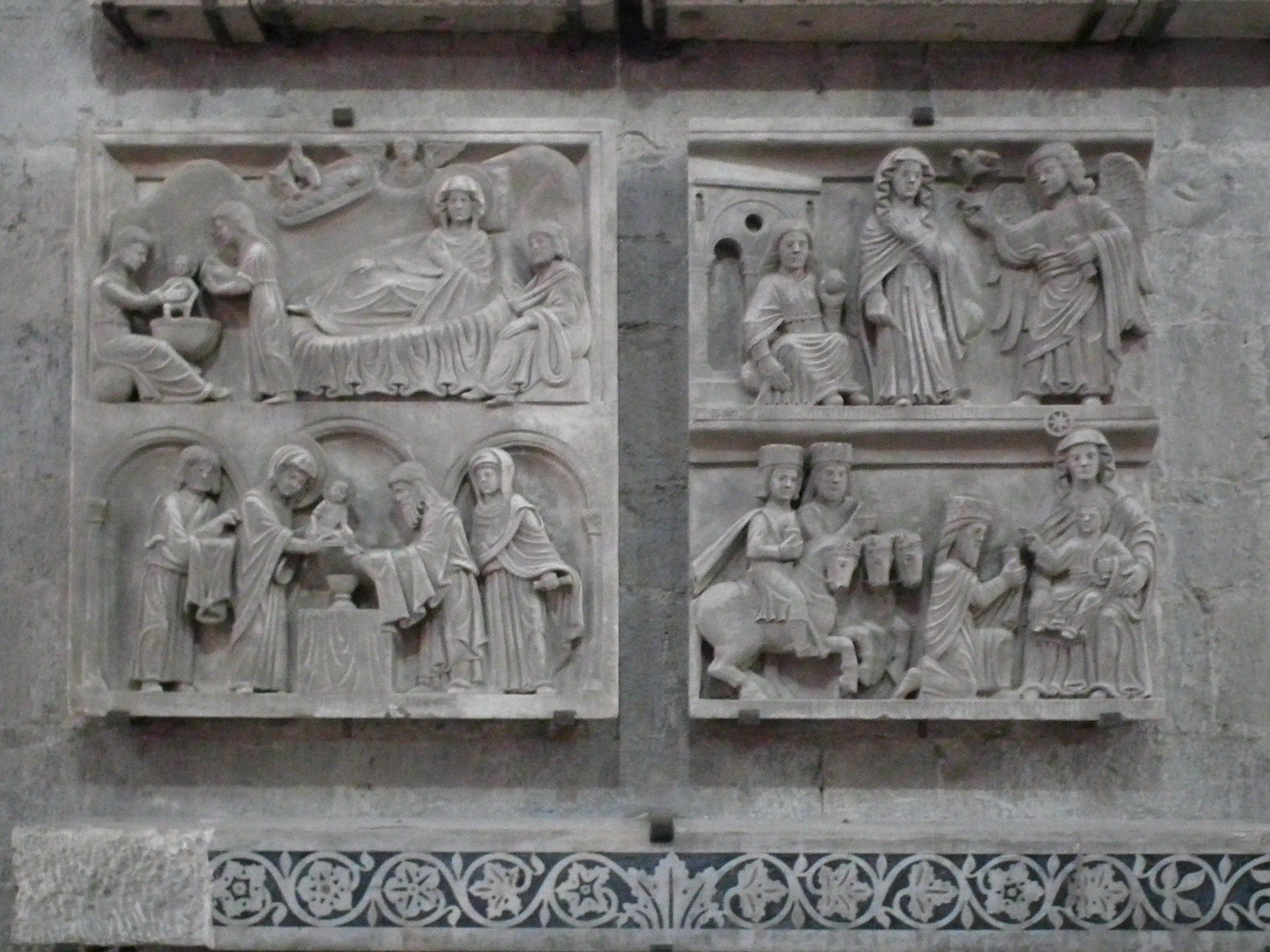
Fragments à l'extérieur de San Bartolomeo in Pantano
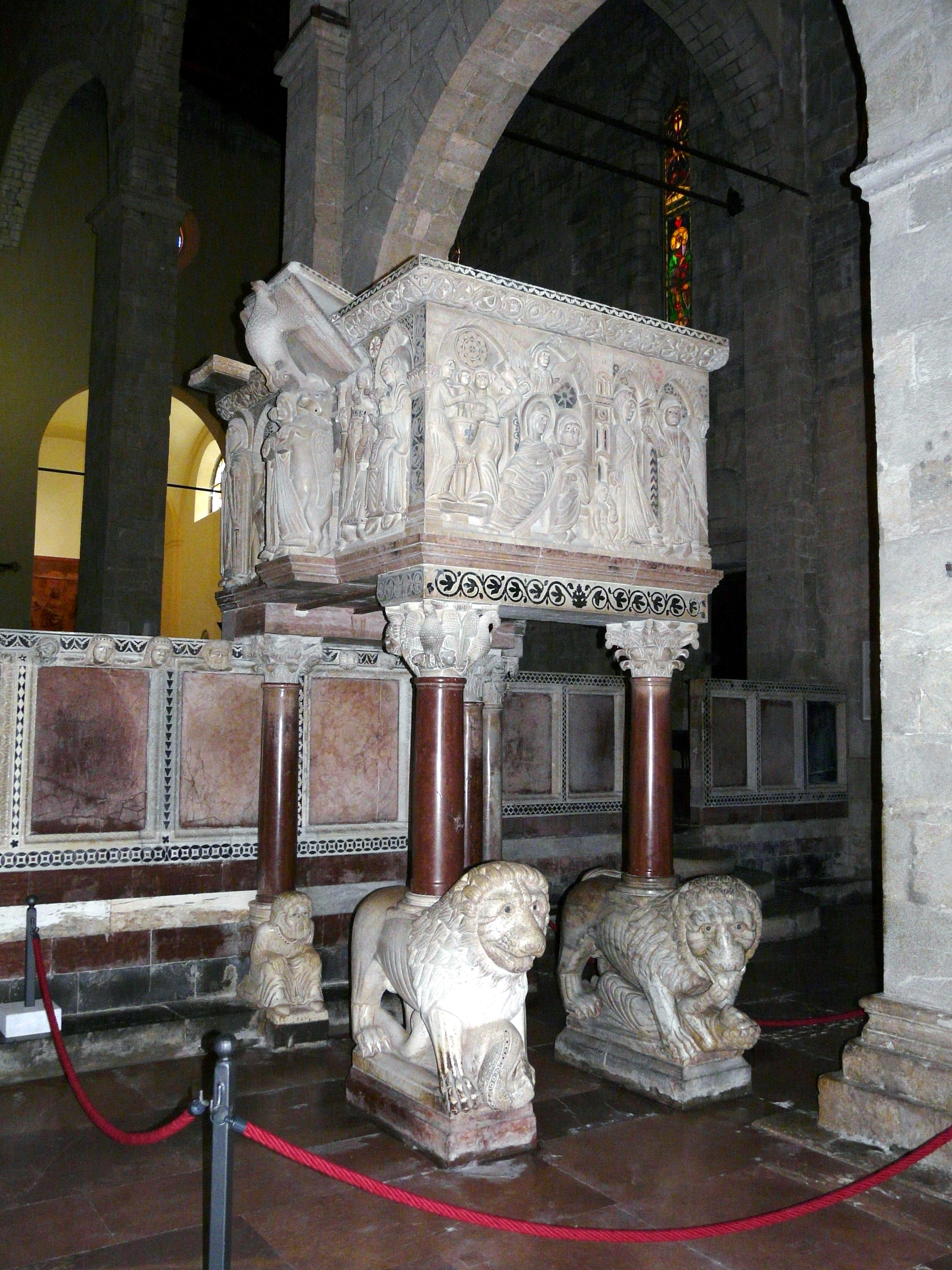
Chaire de San Cristoforo

En plus des œuvres certaines de Guido, il existe de nombreuses autres sculptures qui lui sont attribuées, listées ici selon le lieu où elles se trouvent conservées et non suivant un ordre chronologique :
À Lucques, probable épicentre de la vie et des travaux de Guido, lui a été attribué :
- Le linteau du portail principal de l'église San Pietro Somaldi (it)[16],[12],[23], représente une Traditio clavium[24], avec de chaque côté deux caissons identiques composés de quatre couronnes foliacées et de rosaces - est proche et peut-être de peu successive des sculptures du linteau de la cathédrale - il a été chronologiquement situé après le séjour à Pise de l’artiste, du fait des évidents rappels aux colonnes des portails de la cathédrale et du baptistère de cette ville.
- Pour la façade de la même cathédrale, Guido aurait exécuté quelques chapiteaux avec la supposée collaboration du jeune Nicola Pisano[25].

Récemment, a été avancée l’hypothèse de la participation de Guido à la décoration de la façade de San Michele.

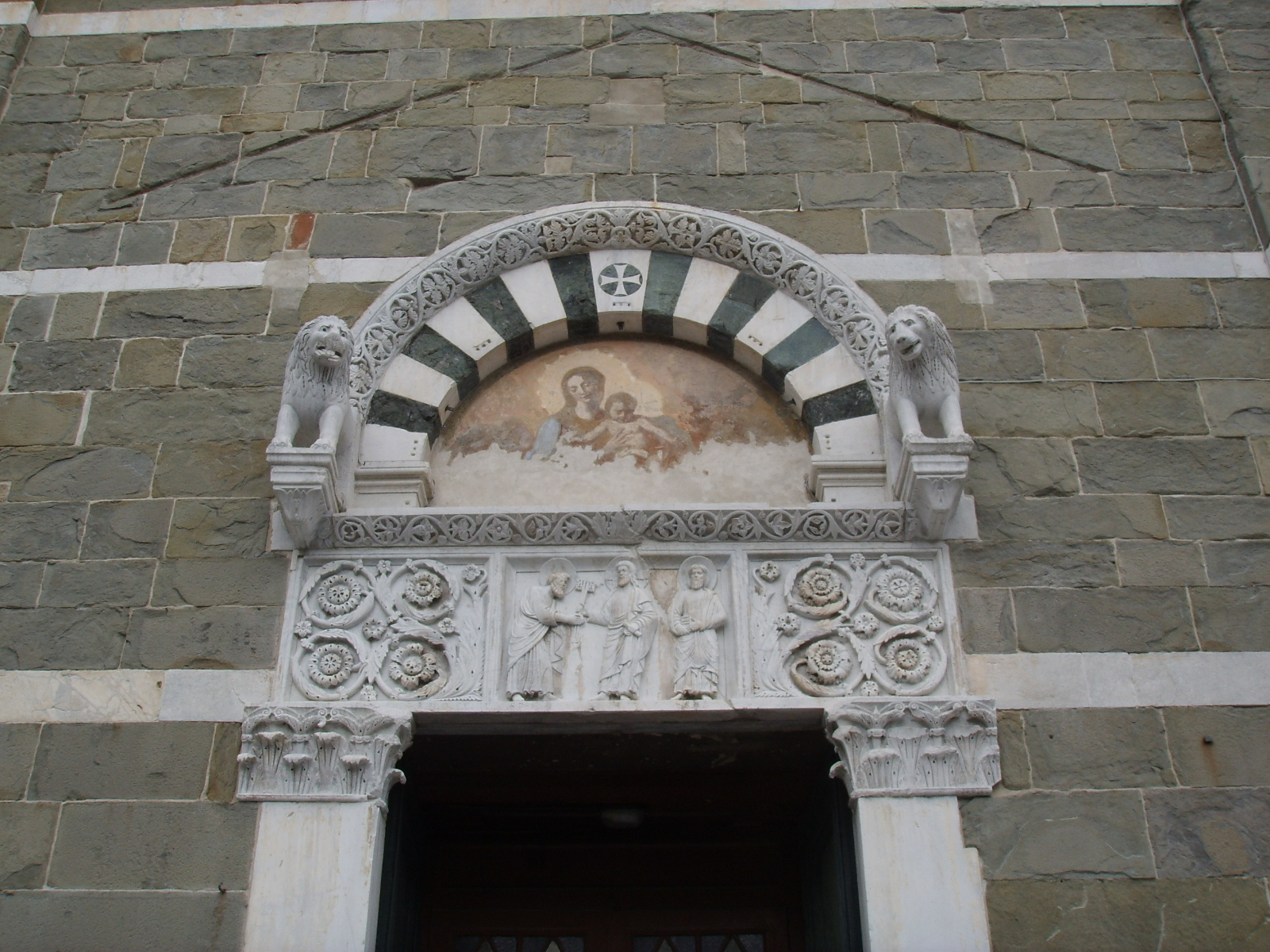
Linteau de San Pietro Somaldi

À Pise, il a été attribué, à lui ou à son école :
- quelques chapiteaux de la nef annulaire du baptistère[23],[21],[26], que d’autres études ont rapprochés par contre de l’école de Guidetto[7]. Les chapiteaux du baptistère, dans leur ensemble, remontent avec une bonne probabilité à un laps de temps plutôt long de la première moitié du XIIIe siècle, ou même à deux campagnes de travaux séparées[17] ; seulement ceux qui semblent être les plus tardifs sont comparables aux œuvres de Guido dans sa période de maturité (les autres paraissent apparentés à la façade de San Martino à Lucques) ; peut-être sont-ils plus antérieurs et attribuables génériquement à l’atelier familial des Bigarelli.
- Le tétramorphe provenant de l’église d’Arena (Museo Nazionale di San Matteo à Pise) lui a été récemment attribué[27],[25].

À Pistoia, de nombreuses œuvres sculptées ont été attribuées à Guido ou à ses collaborateurs, entre autres :
- Le linteau de l'église San Pier Maggiore (it), qui a plutôt été mise en relation avec le sculpteur qui a exécuté la chaire de Barga, comme l’a noté la critique depuis Papini[28].
- La statue de l’archange Michel ( Museo diocesano (it) Pistoia) provenant de l'église San Michele in Cioncio (it), d’une iconographie similaire à la statue qui lui est contemporaine et se trouve au sommet de la façade de l'église San Michele à Lucques, a été attribuée à Guido[29].
- L’activité de Guido à Pistoia pourrait en outre, avoir compris le chancel du chœur de Sant’Andrea (aujourd’hui démonté et conservé dans l’église), il s’agit d’un parapet avec une décoration semblable aux fonts du baptistère de Pise, réalisé avec une large participation d’assistants.
- Toujours à Pistoia, en 1252, Guido est mentionné dans un document, avec ses élèves Luca et Giannino, présents pour la restauration de la cathédrale[8]. Giannino est peut-être identifiable avec Gianni da Como, responsable du chantier de la cathédrale de 1272 à 1295[30], mais non avec Giannibono, fils de Guidobono Bigarelli.

## Parentèle
Il reste encore à éclaircir les rapports entre la famille de Adamo da Arogno et les Bigarelli, probablement de la parentèle avant même le mariage entre Guidobono et la sœur de Zanebono, neveu de Adamo. L’œuvre de cette nouvelle génération de la famille, fruit de cette union et en particulier de Giannibono, fils de Guidobono Bigarelli, a été identifiée sur le chantier de la cathédrale de Trente, dans la réalisation des protiri, exécutés en étroite collaboration avec des corporations de formation cistercienne.

## Pour approfondir